# Block 10

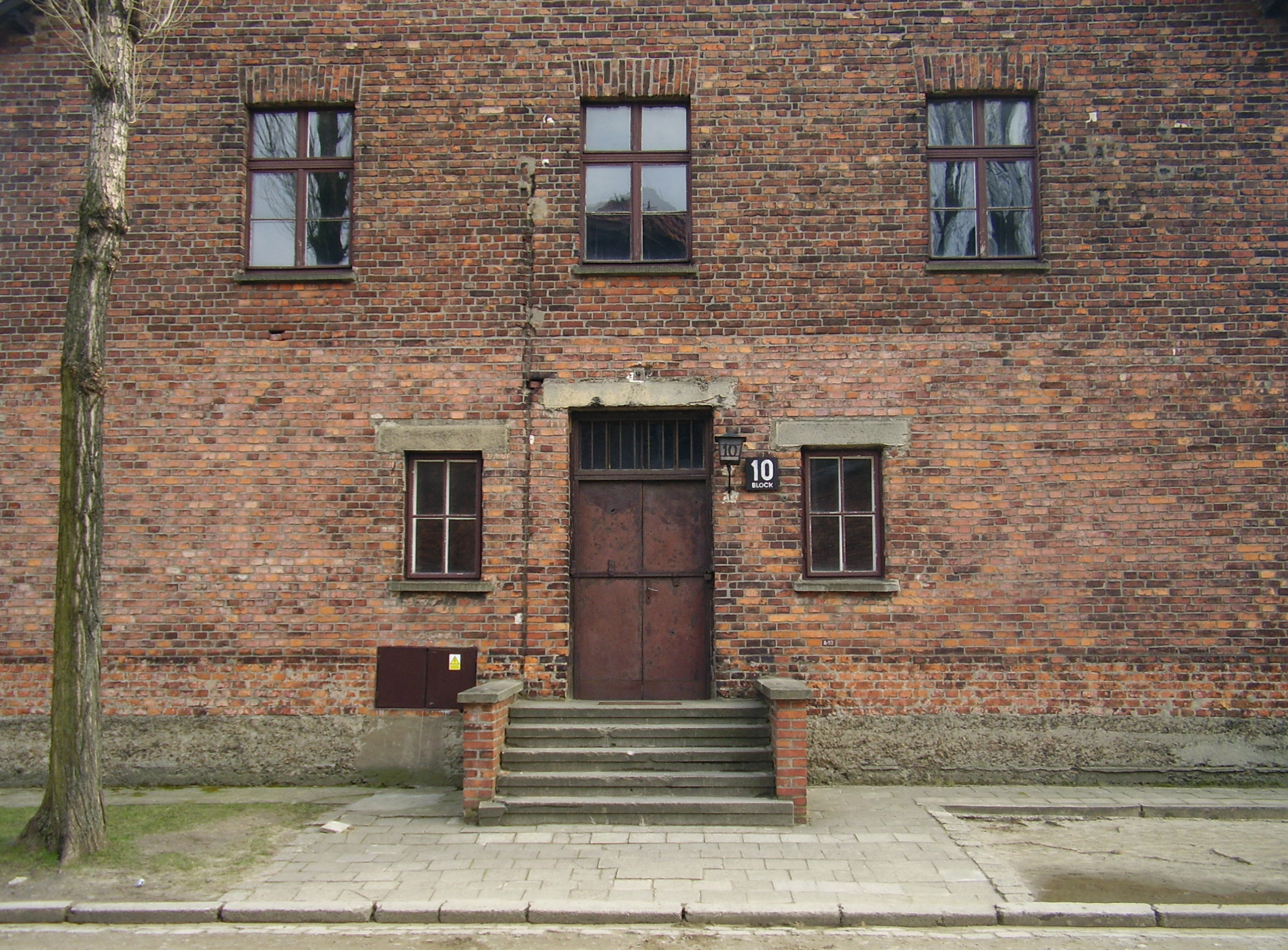
Block 10 i Auschwitz.

Block 10 var namnet på en byggnad i koncentrationslägret Auschwitz. I Block 10 utfördes medicinska experiment på kvinnliga och manliga fångar. Det rörde sig bland annat om hudexperiment och injicering av fenol i hjärtat. SS-läkare som utförde experiment i Block 10 var Carl Clauberg, Horst Schumann, Eduard Wirths, Bruno Weber och August Hirt. 
Fångar fördes även till andra ställen där försökspersoner behövdes. Tjugo judiska barn transporterades från Auschwitz till koncentrationslägret Neuengamme, där man injicerade dem med tuberkulosserum. Barnen fördes senare till Bullenhuser Damm, där de mördades.

### Webbkällor
- ”Block 10”. Auschwitz Alphabet. Nizkor. https://web.archive.org/web/20150602214910/http://www.nizkor.org/hweb/camps/auschwitz/alphabet/block10.html. Läst 23 juli 2024.